# Alopecia totalis

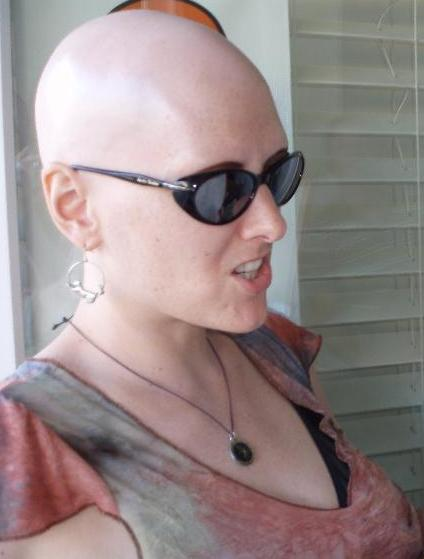
Una mujer con alopecia totalis.

La alopecia totalis es la pérdida total de cabello en la cabeza y el rostro. Sus causas no están completamente claras, pero se cree que es de origen autoinmune.

## Causas
Las investigaciones sugieren que puede haber un componente genético asociado al desarrollo de la alopecia totalis. La presencia de DRB1*0401 y DQB1*0301, ambos antígenos leucocitarios humanos, se ha encontrado relacionada con casos de alopecia totalis de larga duración.

## Tratamiento
Se han propuesto el metotrexato y los corticosteroides como tratamientos.
La refrigeración del cuero cabelludo se ha utilizado específicamente para prevenir la alopecia en la quimioterapia con docetaxel, aunque también se ha encontrado que tiene un efecto profiláctico en otros regímenes.

## Impacto emocional
Los efectos del tratamiento pueden tardar en resolverse, y un estudio mostró que las supervivientes de cáncer de mama seguían usando pelucas hasta dos años después de la quimioterapia.